# Epirhyssa flavipes
Epirhyssa flavipes är en stekelart som beskrevs av Jinhaku Sonan 1933. Epirhyssa flavipes ingår i släktet Epirhyssa och familjen brokparasitsteklar. Inga underarter finns listade i Catalogue of Life.